# Zaga (videogioco)
Zaga è un videogioco pubblicato nel 1984 per Commodore 64 dall'editrice tedesca Kingsoft. All'estero venne pubblicato dalla Anirog con il titolo di copertina Zaga Mission. Si pilota un elicottero in un ambiente tridimensionale a scorrimento diagonale nello stile di Zaxxon, ma senza combattimenti.

## Modalità di gioco
Il giocatore controlla un elicottero con visuale isometrica a scorrimento diagonale in direzione in alto a destra. Si attraversa un percorso tridimensionale sulla superficie edificata di un pianeta abbandonato. Lo scenario è futuristico, ma con muri di mattoni a vista. Il percorso è pieno di pareti irregolari e intricate, con archi e buchi, che formano ostacoli e corridoi tortuosi. Non ci sono nemici, si perde una vita solo se l'elicottero sbatte contro una parete o esaurisce il carburante. A complicare gli ostacoli si possono incontrare anche barriere elettriche intermittenti e barriere mobili. L'obiettivo è arrivare alla fine del percorso; ci sono in tutto 10 tappe che si susseguono senza interruzioni e tra l'una e l'altra è possibile atterrare su apposite croci rosse per fare rifornimento.
I controlli dell'elicottero, piuttosto lenti, sono il movimento a destra e sinistra, il cambiamento di quota e l'accelerazione in avanti. Per il movimento verticale si può impostare il controllo normale, ossia joystick su per salire e giù per scendere, oppure "realistico" ossia all'opposto, come in una cloche; a seconda di cosa si sceglie si affrontano anche due percorsi con ostacoli differenti. Per accelerare si tiene premuto il pulsante, mentre quando lo si lascia si decelera automaticamente. Non è possibile volare all'indietro. Si dispone di indicatori a barra dell'altitudine, della velocità, della distanza raggiunta e del carburante, inoltre è visibile l'ombra dell'elicottero sulla verticale, che aiuta a capirne la posizione nello spazio 3D.